# اوتسته
اوتسته (به لاتین: Otste) یک منطقهٔ مسکونی در استونی است که در شهرستان هیو واقع شده‌است.